# Otto-Brenner-Preis
Der Otto-Brenner-Preis (Eigenschreibweise: Otto Brenner Preis) ist ein deutscher Journalistenpreis, der seit 2005 jährlich von der Otto-Brenner-Stiftung (der Wissenschaftsstiftung der IG Metall) vergeben wird. Sowohl die Stiftung als auch der Journalistenpreis sind im Andenken an den langjährigen Gewerkschaftsvorsitzenden Otto Brenner (1907 bis 1971) benannt.

## Ziele des Wettbewerbs
Nach Angaben der Otto-Brenner-Stiftung ist das Ziel des Wettbewerbs die „Förderung eines kritischen Journalismus“ durch:
- gesellschaftlich relevante, aber gemessen an deren Bedeutung nicht ausreichend behandelte Themen in das Blickfeld der Öffentlichkeit zu rücken.
- Journalisten zu ermutigen, ungeachtet möglicher Konsequenzen unbequeme Fragen zu stellen und Missstände klar zu benennen. Dies schließt eine kritische Neubewertung vermeintlich bekannter Entwicklungen ausdrücklich mit ein.
- Beiträge zu prämieren, die sich von der breiten Masse durch eine eigenständige und vor allem gründliche Recherche-Leistung positiv absetzen und in Sprache, Stil und Darstellungsweise Maßstäbe setzen.
- Kritischen Journalismus – „Gründliche Recherche statt bestellter Wahrheiten“ – zu fördern.

## Formale Anforderungen für Bewerber
Gefordert wird, dass Medien den preiswürdigen Text in deutscher Sprache nachweisbar in dem Jahreszeitraum publizierten. Die Zugehörigkeit zum Mediensegment, Ressort oder Genre spielt ebenso keine Rolle wie die Länge oder das spezielle Thema des Textes. Um genau gleiche Bedingungen zu gewährleisten, muss der offizielle Bewerbungsbogen ausgefüllt werden. Dies ist nur online auf der offiziellen Website des Brenner Preises möglich. Vorschläge darf jedermann machen, nur der Stichtag muss eingehalten sein.
Die drei Recherche-Stipendien in Höhe von je 5000 Euro werden für überzeugende Beschreibungen der geplanten Arbeit vergeben.

## Jury und Dotierung
Unter den sieben Juroren sind bekannte deutsche Journalisten: Volker Lilienthal (Universität Hamburg), Brigitte Baetz, Henriette Löwisch (Deutsche Journalistenschule), Nicole Diekmann (ZDF), Heribert Prantl (SZ), und Harald Schumann (Der Tagesspiegel). Das siebte Jurymitglied, Jörg Hofmann, vertritt die hinter der Otto-Brenner-Stiftung stehende IG Metall.
Ehemalige Jurymitglieder sind Berthold Huber, Bettina Gaus †, Thomas Leif †, Sonia Seymour Mikich, Jürgen Peters, Ines Pohl (DW), Isabel Schayani (WDR) und Detlef Wetzel.
Der Preis ist mit insgesamt 47.000 Euro Preisgeld dotiert, das an mehrere Preisträger aufgeteilt wird: 10.000 an den Ersten Preis, 5.000 an den Zweiten, 3.000 an den Drittplatzierten, 2.000 an den Newcomer-Preisträger und 2.000 für ein „Medienprojekt“. Hinzu kommen drei Recherche-Stipendien mit je 5.000 Euro. Im Jahr 2007 wurde zum ersten Mal der Otto Brenner Preis „Spezial“ für die beste Analyse (Leitartikel, Kommentar, Essay) verliehen. Er ist mit 10.000 Euro dotiert.

## Preisträger
2005:
- 1. Preis: Marcus Rohwetter für Ihr Wort wird Gesetz (Die Zeit vom 6. Oktober 2005)
- 2. Preis: Nikola Sellmair für Kollege Angst (Der Stern vom 31. März 2005)
- 3. Preis: Brigitte Baetz für ihren Hörfunkbeitrag „Meinung für Millionen – Wie Interessengruppen die öffentliche Meinung beeinflussen“ (Deutschlandfunk, 26. August 2005)
- Newcomerpreise: Maximilian Popp für Passauer Neue Mitte (Schülerzeitung Rückenwind März 2005), sowie Andreas Hamann und Gudrun Giese für Schwarzbuch Lidl
- Recherche-Stipendien: Astrid Geisler und Golineh Atai

2006:
- 1. Preis: Redaktion Der Tag (hr2-kultur) für ihre Radiobeiträge.
- 2. Preis: Frank Jansen, Der Tagesspiegel, Berlin, für sein Gesamtwerk.
- 3. Preis: Zapp – Das Medienmagazin (NDR) für den TV-Beitrag Verdeckt, versteckt, verboten – Schleichwerbung und PR in den Medien, gesendet am 2. November 2005 im NDR
- Newcomerpreis: Lutz Mükke für seinen Beitrag Der Parlaments-Broker (Medienmagazin Message)[5]
- Recherche-Stipendien: Boris Kartheuser und Melanie Zerahn

2007:
- 1. Preis: Michaela Schießl für Not für die Welt (Der Spiegel 19/2007)
- 2. Preis: Ingolf Gritschneder für Profit um jeden Preis – Markt ohne Moral (ARD, 28. Februar 2007)
- 3. Preis: Markus Grill (Der Stern). Die Jury würdigt Markus Grills Gesamtwerk an pharmakritischer Berichterstattung
- Otto-Brenner-Preis „Spezial“: Tom Schimmeck (freier Autor)
- Recherche-Stipendien: Thomas Schuler, Martin Sehmisch, Katrin Blum

2008
- 1. Preis: Anita Blasberg und Marian Blasberg für Abschiebeflug FHE 6842 (Die Zeit – Magazin Leben)
- 2. Preis: Jürgen Döschner für „Fire and Forget – Krieg als Geschäft“ (WDR 5)
- 3. Preis: Steffen Judzikowski und Hans Koberstein für „Das Kartell – Deutschland im Griff der Energiekonzerne“ (ZDF, Frontal21)
- Otto-Brenner-Preis „Spezial“: Christian Bommarius (Berliner Zeitung)
- Newcomer-/Medienprojektpreis: Andrea Röpke
- Recherche-Stipendien: Veronica Frenzel (freie Journalistin), Clemens Hoffmann, Günter Bartsch

2009:
Die Preisverleihung fand am 17. November 2009 in Berlin statt.
- 1. Preis: Marc Thörner vom Deutschlandfunk für seine Hörfunk-Reportage Wir respektieren die Kultur – Im deutsch kontrollierten Norden Afghanistans
- 2. Preis: Die ZDF-Autoren Ulrike Brödermann und Michael Strompen für ihre Dokumentation Der gläserne Deutsche – wie wir Bürger ausgespäht werden[7]
- 3. Preis: Simone Sälzer von der Passauer Neuen Presse mit ihrer 14-teiligen Serie Leben in Würde über Einzelschicksale aus Deggendorf, die mit Problemen der gesellschaftlichen Isolation kämpfen
- Otto-Brenner-Preis „Spezial“: Essayist und Kommentator Christian Semler (freier Autor, taz-Journalist)
- Der Medienprojektpreis geht an die Macher des Attac-Plagiats einer ZEIT-Ausgabe.
- Recherche-Stipendium: Sandro Mattioli (freier Reporter), Tina Groll (ZEIT online), Marianne Wendt und Maren-Kea Freese.

2010:
Preisverleihung am 2. November 2010 in Berlin.
- 1. Preis: Carolin Emcke, Publizistin und Reporterin, für ihren Text Liberaler Rassismus[9]
- 2. Preis: Christoph Lütgert und das NDR-Team Panorama – Die Reporter für die Reportage Die KiK-Story[10]
- 3. Preis: Autorenteam Markus Metz und Georg Seeßlen (Bayerischer Rundfunk) für den Hörfunkbeitrag Von der Demokratie zur Postdemokratie. Eine Gesellschaftsform in der Krise[11]
- Den Otto-Brenner-Preis „Spezial“ erhält der Autor und Gesellschaftskritiker Willi Winkler
- Der Medienprojektpreis geht an den freien Journalisten Alfons Pieper für Wir in NRW – Das Blog
- Den Newcomerpreis erhalten Karin Prummer und Dominik Stawski, Volontäre der Süddeutschen Zeitung, für ihre Artikelserie über den Umgang der Katholischen Kirche mit sexuellem Missbrauch
- Recherche-Stipendien: Frank Brunner (freier Journalist), Gordon Repinski (die tageszeitung) und Marvin Oppong (freier Journalist)[12]

2011:
Preisverleihung am 22. November 2011 in Berlin.
- 1. Preis: Volker ter Haseborg und Lars-Marten Nagel (Hamburger Abendblatt) für ihre Artikelserie über den „Gagfah-Skandal“[14]
- 2. Preis: Jürgen Dahlkamp, Gunther Latsch und Jörg Schmitt (Der Spiegel) für ihre Artikelserie zur „HSH Nordbank-Affäre“[15]
- 3. Preis: Ursel Sieber, freie Autorin, für ihr Buch Gesunder Zweifel[16]
- Den Otto-Brenner-Preis „Spezial“ erhält Katja Thimm für ihren Spiegel-Artikel Vaters Zeit[17]
- Der Medienprojektpreis geht an Sebastian Pantel (Südkurier) für seine Artikelserie Jugend und Kriminalität.
- Den Newcomerpreis erhält Jonathan Stock für seinen in der Frankfurter Allgemeinen Sonntagszeitung erschienenen Artikel Peters Traum
- Recherche-Stipendien: Daniel Drepper (WAZ Recherche) und Niklas Schenck (freier Autor), Matthias Dell (Der Freitag), Urs Spindler (freier Journalist), Hauke Friederichs (freier Journalist)

2012:
Preisverleihung am 30. Oktober 2012 in Berlin.
- 1. Preis: Andreas Müller (Stuttgarter Zeitung) für seine Berichterstattung zum EnBW-Deal.[19]
- 2. Preis: Wilfried Huismann für seine Dokumentation Der Pakt mit dem Panda – was uns der WWF verschweigt.[20]
- 3. Preis: Stefan Koldehoff und Tobias Timm für ihre Sachbuch Falsche Bilder – Echtes Geld.[21]
- Den Otto-Brenner-Preis Spezial erhalten Hauke Wendler und Carsten Rau für die NDR-Dokumentation Wadim über einen in Deutschland aufgewachsenen Asylbewerber, der in sein „Heimatland“ Lettland abgeschoben und dadurch in den Suizid getrieben wird.[22][23]
- Der Medienprojektpreis geht an Toralf Staud und Nick Reimer für das Blog Der Klima-Lügendetektor.[24]
- Den Newcomerpreis erhält Anne Lena Mösken für den Artikel Ihr Kampf über eine junge Antifaschistin, die zur Rechtsradikalen wird,[25] der im Magazin der Berliner Zeitung erschienen ist.
- Recherche-Stipendien: Jörn Boewe und Johannes Schulten, Christina Rietz.

2013:
Preisverleihung am 12. November 2013 in Berlin (Festrede von Andreas Voßkuhle, Präsident des Bundesverfassungsgerichts)
- „Spezial“-Preis: Armin Thurnher, Herausgeber und Chefredakteur der Wiener Wochenzeitung Falter, erhält den Preis für sein Lebenswerk und seinen Einsatz für ein soziales Europa.
- 1. Preis: Michael Obert für seine Reportage Im Reich des Todes (Süddeutsche Zeitung, Magazin vom 19. Juli 2013).[27]
- 2. Preis: John Kantara und Michael Fräntzel für ihre Fernseh-Dokumentation Töten per Joystick[28]
- 3. Preis: Marc Brost, Mark Schieritz und Wolfgang Uchatius (Die Zeit) für ihr Dossier Verrechnet, erschienen in Die Zeit, 27. Juni 2013.
- Newcomerpreis: Jonas Rest für den Artikel Die Klon-Krieger[29] (Magazin der Berliner Zeitung, 18. Februar 2013).
- Der Medienprojektpreis geht an die Initiative NSU-Watch, die auf ihrer Onlineplattform den NSU-Prozesses dokumentiert und tägliche Protokolle veröffentlicht.[30]
- Recherche-Stipendien: Florian Haenes und Ronald John Mutum (Bereich der transnationalen Migrationskontrolle), Sonja Peteranderl (Recherche zum Thema Internetkriminalität: Schwarzmarkt 2.0) und eine unveröffentlichte Person.

2014:
Preisverleihung am 28. Oktober 2014 in Berlin (Festrede von Bascha Mika, Chefredakteurin der Frankfurter Rundschau)
- „Spezial“-Preis: Mathias Greffrath (freier Journalist) erhält den Preis für sein journalistisches Lebenswerk.
- 1. Preis: Petra Pinzler, Kerstin Kohlenberg und Wolfgang Uchatius (Die Zeit) für die Reportage Im Namen des Geldes,[32] (Die Zeit, Dossier Nr. 10 vom Magazin vom 27. Februar 2014).
- 2. Preis: Jan Schmitt und Frank Konopatzki für ihre Fernseh-Dokumentation Steuerfrei: Wie Konzerne Europas Kassen plündern[33] (ARD, Die Story im Ersten vom 19. August 2013).
- 3. Preis: Sebastian Strube (freier Journalist) für sein Hörfunk-Feature Crowdwork. Vom Entstehen der digitalen Arbeiterklasse,[34] erschienen auf Bayern 2, Zündfunk Generator, 12. Januar 2014.
- Newcomerpreis: Eva Achinger (Bayerischer Rundfunk) für den Hörfunk-Beitrag Black Box Psychiatrie[35] (B5 aktuell – Der Funkstreifzug, 9. Februar 2014).
- Der Medienprojektpreis geht an die Non-Profit-Plattform Dossier.at für das Dossier: Asyl.[36]
- Recherche-Stipendien: Martín Steinhagen (Der NSU und Hessen), Frédéric Jaeger (Recherche zum Thema „Filmförderung in Deutschland“) und Martina Janning zusammen mit Beate Krol (Ernstfall EHEC).

2015:
Preisverleihung am 17. November 2015 in Berlin.
- „Spezial“-Preis: Yorgos Avgeropoulus für seinen Dokumentarfilm Agorá – Von der Demokratie zum Markt[38] (WDR Fernsehen, 5. Februar 2015).
- 1. Preis: Ashwin Raman, (SWR, Kriegsreporter) für seine Dokumentation Das 13. Jahr – Der verlorene Krieg in Afghanistan[39] (Die Story im Ersten, ARD/SWR, 2. März 2015).
- 2. Preis: Für ihre Artikelserie Für eine Handvoll Dollar (Heidenheimer Zeitung, 25. April 2015 bis 16. Mai 2015) erhält Silja Kummer den 2. Preis.[40]
- 3. Preis: Florian Bauer, Daniel Hechler, Robert Kempe und Jochen Leufgens erhalten die Auszeichnung für Der verkaufte Fußball – Sepp Blatter und die Macht der FIFA[41] (Die Story im Ersten, WDR/SWR, 4. Mai 2015).
- Newcomerpreis: Elisa Simantke für den Beitrag Europoly – Privatisierung unter der Troika[42] (Der Tagesspiegel, 12. November 2014).
- Medienprojektpreis: taz.die tageszeitung, Transparency International Deutschland und fzs für das Online-Projekt Hochschulwatch.[43]
- Recherche-Stipendien: Andreas Maisch (Unsaubere Auftragsvergabe: Die mangelhafte Selbstkontrolle der Behörden), Katharina Zabrzynski und Maike Brzoska (Wer profitiert von Polens Sonderwirtschaftszonen?) und Hinnerk Feldwisch-Drentrup (Psychiatrie unter Ökonomisierungszwang).[44]

2016:
Preisverleihung am 15. November 2016 in Berlin.
- „Spezial“-Preis: Arno Widmann für sein journalistisches Lebenswerk.
- 1. Preis: Bastian Obermayer und Frederik Obermaier (Süddeutsche Zeitung) erhalten den 1. Preis für ihre Recherchen und Enthüllungen rund um die Panama Papers – Das Geheimnis des schmutzigen Geldes.[46]
- 2. Preis: Für ihren Hörfunkbeitrag Prolls, Assis und Schmarotzer – Warum unsere Gesellschaft die Armen verachtet (Bayerischer Rundfunk, Bayern 2, Zündfunk) erhalten Julia Fritzsche und Sebastian Dörfler den 2. Preis.[47]
- 3. Preis: Caterina Lobenstein und Matthias Krupa erhalten den 3. Preis für ihren Die Zeit-Artikel Ein Mann pflückt gegen Europa.[48]
- Newcomerpreis: Den Newcomerpreis erhält Laura Meschede für ihre Online-Reportage Kein Platz.[49]
- Medienprojektpreis: Die Online-Plattform FragDenBundestag.de von Abgeordnetenwatch.de und Open Knowledge Foundation Deutschland e. V. erhält 2016 den Medienprojektpreis.[50]
- Recherche-Stipendium: Philipp Haaser (Wer profitiert vom Bauboom in Köln?).[51]

2017:
Preisverleihung am 21. November 2017 in Berlin.
- „Spezial“-Preis: Charlotte Wiedemann für ihr journalistisches Lebenswerk
- 1. Preis: Kristina Gnirke, Isabell Hülsen und Martin U. Müller (Der Spiegel) erhalten den 1. Preis für ihren Artikel Ein krankes Haus, in dem sie Aufklärung über die Missstände im Gesundheitswesen am Beispiel des Asklepios-Konzerns liefern.[53]
- 2. Preis: Für seine im Spiegel veröffentlichte Artikelserie über den Alltag im vom Krieg gebeutelten Syrien und insbesondere in der Hauptstadt Damaskus erhält der freie Journalist Fritz Schaap den 2. Preis.[54]
- 3. Preis: Caterina Woj und Andrea Rökpe erhalten den 3. Preis für ihre WDR-Dokumentation Das braune Netzwerk – Wer steuert die Wutbürger?.[55]
- Newcomerpreis: Den Newcomerperis erhält Hannes Munzinger für seinen Artikel Russische Waschmaschine, der in der Süddeutschen Zeitung erschienen ist.[56]
- Medienprojektpreis: Das Online-Dossier MigrationControl der Journalisten Christian Jakob, Daniél Kretschmar und Simone Schlindwein von der taz erhält 2017 den Medienprojektpreis.[57]
- Recherche-Stipendien: Susanne Götze (diverse Artikel zu Klimaskepsis und Rechtspopulismus), Marianne Falck (Dicke Freunde: Die Zuckerindustrie und die Pharmariesen) und Bernd Kramer (Sklaverei? Doch nicht hier in Deutschland. Oder?).[58]

2018:
Preisverleihung am 19. November 2018 in Berlin.
- „Spezial“-Preis: Albrecht von Lucke wird „als Streiter für Liberalität, Rechtsstaatlichkeit und Demokratie“ ausgezeichnet.[60]
- 1. Preis: Pascale Müller und Stefania Prandi erhalten den 1. Preis für ihre Recherchen Vergewaltigt auf Europas Feldern (BuzzFeedNews Deutschland/Correctiv)[61]
- 2. Preis: Für seine in der Berliner Zeitung veröffentlichte Analyse des Pflegenotstands Station 37 ist überall erhält Frederik Bombosch den 2. Preis.[62]
- 3. Preis: Das Team der Kooperative Berlin um Rayk Anders und Patrick Stegemann für die für funk produzierte Dokumentation Lösch Dich! So organisiert ist der Hass im Netz[63]
- Newcomerpreis: Den Newcomerperis erhält Jonah Lemm für seine Recherche Im rechten Netz über die NRW-AfD und ihre Verwobenheit mit der Identitären Bewegung, erschienen im Kölner Stadt-Anzeiger.[64]
- Medienprojektpreis: Das Medienprojekt Docupy von WDR und bildundtonfabrik erhält 2018 den Medienprojektpreis.[65]
- Recherche-Stipendien: Caitlin Chandler, Petra Sorge und Giacomo Zandonini (Die unsichtbare Grenze). Maria-Mercedes Hering und Miriam Lenz (Zwischen Mitbestimmung und Machtmissbrauch: Verfasste Studierendenschaften in der Krise) und Ralf Hutter (Windstrom für Süddeutschland oder konzernfreundliche europäische Energiepolitik?).[66]

2019:
Preisverleihung am 19. November 2019 in Berlin.
- „Spezial“-Preis: Ulrike Herrmann für ihren kritischen und pointierten Wirtschaftsjournalismus mit gutem Gespür für Sozialstaatlichkeit.[68]
- 1. Preis: Investigativrecherche zu den „CumEx-Files“ von Correctiv, Panorama, NDR Info, Die Zeit und Zeit Online[69]
- 2. Preis: Ulrich Wolf erhält zusammen mit der Lokalredaktion Bautzen den 2. Preis für die dreiteilige Serie Bautzen-Report (Sächsische Zeitung, 11.–13./14. April 2019).[70]
- 3. Preis: Marie von Kuck für ihr Hörfunk-Feature Draußen. Vom Leben wohnungsloser Familien in Berlin (25. Juni 2019, Deutschlandfunk)[71]
- Newcomerpreis: Den Newcomerpreis erhält Isabell Beer für ihren Beitrag Josh wuchs behütet auf (Die Zeit, Zeit Online, 31. Januar 2019).[72]
- Medienprojektpreis: STRG F (Steuerung F), der YouTube-Kanal der ARD-Sendung Panorama erhält den Medienprojektpreis.[73]
- Recherche-Stipendien: Vinzenz Neumaier und Thomas Schuler (Wie kommt mehr Transparenz in die kommunalen GmbHs?), Raphael Thelen (Klimakriege) und Ann Esswein und Felie Zernack (Extremwetter: made in Germany?).[74]

2020:
Preisverleihung am 17. November 2020 in Berlin in geschlossener Gesellschaft.
- „Spezial“-Preis: Michael Kraske für sein Buch Der Riss. Wie die Radikalisierung im Osten unser Zusammenleben zerstört.[76]
- 1. Preis: Gregor Haschnik für Wie starb Jan H.? (Frankfurter Rundschau, 12. Oktober 2019)[77]
- 2. Preis: Christian Schwägerl und Joachim Budde für Streeck, Laschet, StoryMachine: Schnelle Daten, pünktlich geliefert (RiffReporter, 14. April 2020).[78]
- 3. Preis: Cornelia Schmergal für Ausgeliefert – ein Report über typische Zustände im deutschen Pflegesystem (Der Spiegel, 16. November 2019)[79]
- Newcomerpreis: Abschlussklasse 56B der Deutschen Journalistenschule (DJS) für ihr dreiteiliges Podcast-Projekt Der erste Tag der AfD (Bayern 2, 6.–20. Dezember 2020).[80]
- Medienprojektpreis: Team aus Journalisten von BR, NDR und WDR für Die Hassmaschine – Wie Facebook beim Hass im Netz versagt (br.de, 23. Juni 2020).[81]
- Recherche-Stipendien: Anonyma (verdeckte Recherche), Margherita Bettoni und Juliane Löffler (Sexuelle Belästigung und sexualisierte Gewalt im Medizinbetrieb), Michael Billig und Benedict Wermter (Recherche zur Kreislaufwirtschaft).[82]

2021:
Preisverleihung am 22. November 2021 im Hotel Pullman Schweizer Hof in Berlin.
- „Spezial“-Preis: Team des Politik-Magazins Monitor[84]
- 1. Preis: Pitt von Bebenburg für seine Berichterstattung über „NSU 2.0“-Skandal in Hessen (Frankfurter Rundschau)[85]
- 2. Preis: Christian Baars, Oda Lambrecht, Simone Horst und Lutz Ackermann für die Dokumentation Wem gehört der Impfstoff? (Panorama – Die Reporter, NDR Fernsehen, 2. Februar 2021).[86]
- 3. Preis: Kersten Augustin und Sebastian Erb für ihre Recherche über Rechtsextremisten bei der Bundestagspolizei Hitlergruß im Reichstag (taz.die tageszeitung am wochenende, 26. Juni 2021)[87]
- Newcomerpreis: Selina Bettendorf für Das Schweigen der Männer (Der Tagesspiegel, 16. Januar 2021).[88]
- Medienprojektpreis: offen un’ ehrlich vom SR  (für funk).[89]
- Recherche-Stipendien: Timo Stukenberg und Johanna Tirnthal (Angriff auf Obdachlose – Woher kommt der Hass?), Fabian Federl (Verfüttert).[90]

2022:
Preisverleihung am 26. November 2022 im main_forum der IG Metall in Frankfurt am Main.
- „Spezial“-Preis: Tilman Spengler für sein Lebenswerk
- 1. Preis: Ronen Steinke (Süddeutsche Zeitung) für sein Buch Vor dem Gesetz sind nicht alle gleich (Berlin Verlag)
- 2. Preis: Martina Rathke für ihre Reportage Wie Sklaven gefühlt (Ostsee-Zeitung)
- 3. Preis: Benedict Wermter und Tom Costello für ihre ARD-Fernsehdokumentation Die Recyclinglüge
- Newcomerpreis: David Gutensohn für sein Buch Pflege in der Krise. Applaus ist nicht genug!
- Medienprojektpreis: Panorama, STRG F und Der Spiegel für Kindesmissbrauch: Warum löscht die Polizei die Bilder nicht?
- Recherche-Stipendien: Jenny Genzmer und Thomas Reintjes für Affenbildchen-NFTs, DAOs und Crypto, Tim Kalvelage für Tiefseebergbau: Bedrohung für einen unbekannten Lebensraum, Johanna Weinhold für Die lange Reise zum Tod

2023:
Preisverleihung am 23. November 2023 in Berlin.
- „Spezial“-Preis: Sonja Zekri für ihre Analysen über die großen Konflikte unserer Zeit
- 1. Preis: Wigbert Löer, Hajo Seppelt, Jörg Winterfeldt und Peter Wozny für ihre Recherche Geheimsache Doping: Dealer. Die Hintermänner des Dopings (Das Erste)
- 2. Preis: Fritz Schaap für seine Reportage Zwischen den Fronten (Der Spiegel)
- 3. Preis: Carmen Maiwald und Vanessa Materla für ihre Reportage Das System Zalando (Die Zeit)
- Newcomerpreis: Tim Morgenstern für sein Dosier Grüne Schale, brauner Kern (Kölner Stadt-Anzeiger)
- Medienprojektpreis: Das Team des Ehrenamtsprojekts Nordstadtblogger aus Dortmund erhält für seine antifaschistische Aufklärung
- Recherche-Stipendien: Achim Nuhr für Millionen für Regimes: Der Passzwang für Schutzbedürftige und seine Folgen, Mariya Merkusheva und Olivia Samnick für Krieg und Arbeit: Systematische Ausbeutung Geflüchteter auf dem deutschen Arbeitsmarkt, Leon Kirschgens für Ist dieser Wasserstoff wirklich grün (und fair)?

2024:
Preisverleihung am 12. November 2024.
- „Spezial“-Preis: Günter Wallraff für sein Lebenswerk als Investigativ-Journalist
- 1. Preis: Christian Schweppe für seinen Beitrag Wahnsinn. Eine Riesenscheiße (Die Zeit)
- 2. Preis: stern Investigativ/RTL-Team um Christian Esser, Manka Heise und Tina Kaiser für die crossmediale Recherche zu #InsideTesla
- 3. Preis: Jens Sitarek, Harald Zigan und Timo Büchner für ihre kontinuierliche Berichterstattung über die extreme Rechte (Hohenloher Tagblatt)
- Newcomerpreis: Manuel Biallas erhält den Newcomerpreis für den Beitrag Erdogans Influencer: Wie sie rechte Propaganda verbreiten (NDR)
- Medienprojektpreis: Paper trail media für The Gaza Project
- Recherche-Stipendien: Jan Ole Arps, Paul Dziedzic und Nelli Tügel für Ausbeutung ausländischer Auszubildender – die Schattenseite der Fachkräftesuche, Ruth Eisenreich für Wohin mit dem Kind? Im Zweifel zum Täter, Jonas Seufert für Hätte, hätte, Lieferkette: Die Macht großer Unternehmen über unser Obst und Gemüse

2025:
Keine Preisvergabe.